# Salisbury (North Carolina)
Salisbury ist eine City in und Verwaltungssitz von Rowan County im US-Bundesstaat North Carolina. Das U.S. Census Bureau ermittelte bei der Volkszählung 2020 eine Einwohnerzahl von 35.540.
Salisbury liegt im Central Piedmont von North Carolina innerhalb der Metropolregion Charlotte. Salisbury ist die älteste kontinuierlich besiedelte Kolonialstadt in der westlichen Region von North Carolina. Salisbury verfügt über mehrere historische Distrikte und im National Register of Historic Places eingetragene Stätten.

## Geschichte
Im Jahr 1753 wurde ein ernannter anglo-europäischer Treuhänder für Rowan County angewiesen, 40 Acres (16 ha) Land für einen County Seat zu betreten, und es wurden öffentliche Gebäude errichtet. Die Urkunde ist auf den 11. Februar 1755 datiert, als John Carteret, 2. Earl Granville, 635 Acres (257 ha) für die Salisbury Township übertrug. Die Siedlung wurde an der Kreuzung langjähriger Handelsrouten der Indianer errichtet. Sie wurde ein wirtschaftliches Zentrum entlang der Great Wagon Road in North Carolina. In den Jahren vor dem Amerikanischen Unabhängigkeitskrieg wurde Salisbury zum Hauptort des Gerichts- und Milizbezirks. Am 12. Juni 1792 erhielt Salisbury ein US-Postamt. Dieses Postamt ist seither ununterbrochen in Betrieb.
In der Vorkriegszeit und nach dem Amerikanischen Bürgerkrieg war Salisbury die Handelsstadt eines Hochlandgebiets, die auf den Anbau von Baumwolle spezialisiert war. Es war auch das Geschäfts- und Rechtszentrum des Countys. Zahlreiche Häuser und andere Bauwerke wurden in dieser Zeit von wohlhabenden Pflanzern und Kaufleuten errichtet. Im späten 19. Jahrhundert wurde die Stadt von der Eisenbahn erschlossen und entwickelte sich zu einem Eisenbahnknotenpunkt, da Menschen und Güter entlang des östlichen Korridors transportiert wurden. Im 21. Jahrhundert hat sich eine Wirtschaft entwickelt, welche auf Kultur, Tourismus und anderen Dienstleistungen beruht.

## Demografie
Nach der Schätzung von 2019 leben in Salisbury 33.988 Menschen. Die Bevölkerung teilte sich im selben Jahr auf in 54,6 % Weiße, 36,8 % Afroamerikaner, 0,3 % amerikanische Ureinwohner, 0,8 % Asiaten und 3,4 % mit zwei oder mehr Ethnizitäten. Hispanics oder Latinos aller Ethnien machten 12,0 % der Bevölkerung von Salisbury aus. Das mittlere Haushaltseinkommen lag bei 41.901 US-Dollar und die Armutsquote bei 21,4 %.

## Verkehr
Salisbury wird von der Interstate 85, den US Highways 601, 29, 52 und 70 und dem Mid-Carolina Regional Airport (ehemals Rowan County Airport) bedient. Daneben bietet Amtrak Zugverbindungen.

## Söhne und Töchter der Stadt
- Lee Slater Overman (1854–1930), Politiker
- Elizabeth Dole (* 1936), Politikerin
- Javon Hargrave (* 1993), American-Football-Spieler
- Zion Williamson (* 2000), Basketballspieler